# 무적 철인 람보트
"무적 철인 람보트"는 한국에서 제작된 문덕성 감독의 1985년 애니메이션, 가족, SF 영화이다. 정욱 등이 제작에 참여하였다.

## 스태프
- 제작: 정욱
- 기획: 전효영
- 원화: 홍사학, 김일, 강서기, 이성주
- 동화작감: 유창신
- 동화: 정해상, 정광록, 홍영덕, 윤석모, 장현경, 최래성, 김종현, 맹승기, 김태곤, 지승주, 김용일, 이승익, 이춘희
- 선화지휘: 이은경
- 선화: 강현숙, 백미애, 박인숙, 김정자, 김연희, 조영자, 장인영, 심현수, 김명림, 이은숙, 강성녀, 백미애, 권숙희, 강신화, 전선주, 최봉순, 강미선
- 채화지휘: 한미라
- 채화: 신은영, 정운예, 곽해경, 최은숙, 강경희, 이종숙, 윤명옥, 최원희, 김주형, 장정미, 문연림, 오명주, 오신자, 정미애, 박충원, 박준호, 백은희, 배영미, 고승희, 이순옥, 이윤미, 정숙자, 김희진, 주혜숙, 서미원, 이미성, 이해경, 황재숙, 임금재
- 검사: 김명숙, 신영순
- 효과: 배상준
- 배경작화: 임종우
- 배경: 박래도, 김희연, 여운홍, 조재열, 김준현, 곽정훈, 최미향, 김경주, 박선환, 하종덕, 김재권
- 촬영지휘: 이성우
- 촬영: 최성일, 조재경, 한문호, 현상민, 이관영, 전문호, 이명석, 유진호, 강선애, 최영수, 김명화, 임항균, 오영복
- 진행: 유영춘, 부영순
- 편집: 전병태
- 음악효과: 김경일
- 녹음∙현상: 영화진흥공사
- 감독: 문덕성

## 주제가
- 작사: 홍상만
- 작곡: 김도향

## 성우출연
- 똘똘이: 안정현
- 고돌이: 김순선
- 땡보: 이인성
- 강박사: 한규희
- 해니: 양윤선
- 칸토: 송도영
- 사령관: 김기현
- 마왕: 이영달
- 기자: 박태호
- 병사: 이성
- 대원A: 김명수
- 대원B: 탁재인